# São Pedro de Nordestinho
São Pedro de Nordestinho é uma freguesia portuguesa do município de Nordeste, na ilha de São Miguel, Região Autónoma dos Açores, com 12,09 km² de área e 245 habitantes (censo de 2021). A sua densidade populacional é 20,3 hab./km².
A freguesia foi criada oficialmente a 16 de julho de 2002, em conjunto com as vizinhas Santo António de Nordestinho e Algarvia, por divisão da antiga freguesia de Nordestinho.

## Descrição
Nesta freguesia é possível visitar a Ermida de Nossa Senhora do Pranto, um museu etnográfico, um teatro do Divino Espírito Santo e a Igreja, tendo como padroeiro São Pedro.
Para além disto a freguesia alberga a Escola Profissional de Nordeste, o aterro sanitário do concelho, um nicho alusivo a Nossa Senhora de Fátima, bem como um jardim, parque infantil e coreto.
De destacar uma figura ilustre desta terra, o Padre Dinis da Luz que foi um grande defensor dos direitos do Nordeste, a nível local e nacional, levando o nome da freguesia e do concelho além fronteiras.
Em São Pedro de Nordestinho existem algumas casas de Turismo Rural, trilhos pedestres, uma zona de pesqueiro (parque de merendas) e acesso ao Pico da Vara (trilho não sinalizado).
O salão paroquial e o campo desportivo são locais de entretenimento para os jovens desta freguesia. Lavoura e agricultura são as vertentes de sustento das famílias que compõem esta freguesia.

## Demografia
A população registada nos censos foi:
| Distribuição da População por Grupos Etários | Distribuição da População por Grupos Etários | Distribuição da População por Grupos Etários | Distribuição da População por Grupos Etários | Distribuição da População por Grupos Etários |
| -------------------------------------------- | -------------------------------------------- | -------------------------------------------- | -------------------------------------------- | -------------------------------------------- |
| Ano                                          | 0-14 Anos                                    | 15-24 Anos                                   | 25-64 Anos                                   | > 65 Anos                                    |
| 2011                                         | 49                                           | 45                                           | 139                                          | 40                                           |
| 2021                                         | 37                                           | 21                                           | 143                                          | 44                                           |